# Peter Heierliß
Peter Heierliß (auch: Harlaß; * um 1440 in Jena?; † 1507 in Zwickau) war ein deutscher Steinmetz, Bildhauer und Baumeister.

## Leben und Wirken
Zum Leben von Peter Heierliß sind nur wenige Fakten belegt: Er war zweimal verheiratet. Seine zweite Frau hatte den Vornamen Elisabeth. Aus erster Ehe stammte der Sohn Nikolaus. Im Jahr 1507 starb er in Zwickau.
Zahlreich sind die Nachweise seines Wirkens. Es gibt viele Belege seines finanziellen Einkommens und steuerlicher Art.

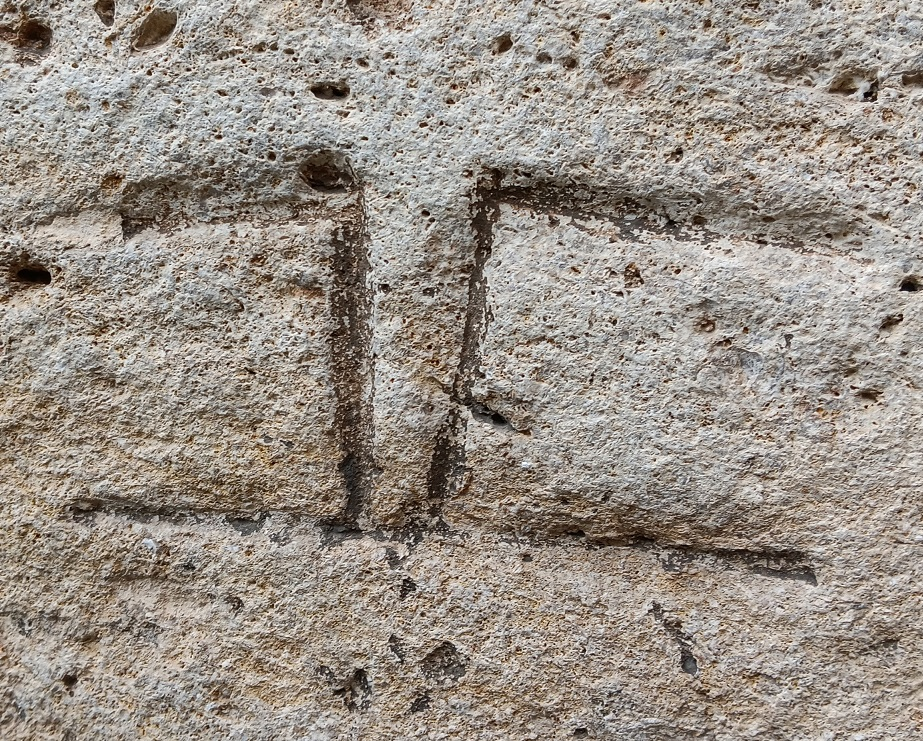
Steinmetzzeichen von Peter Heierliß am Turm von St. Michael in Jena

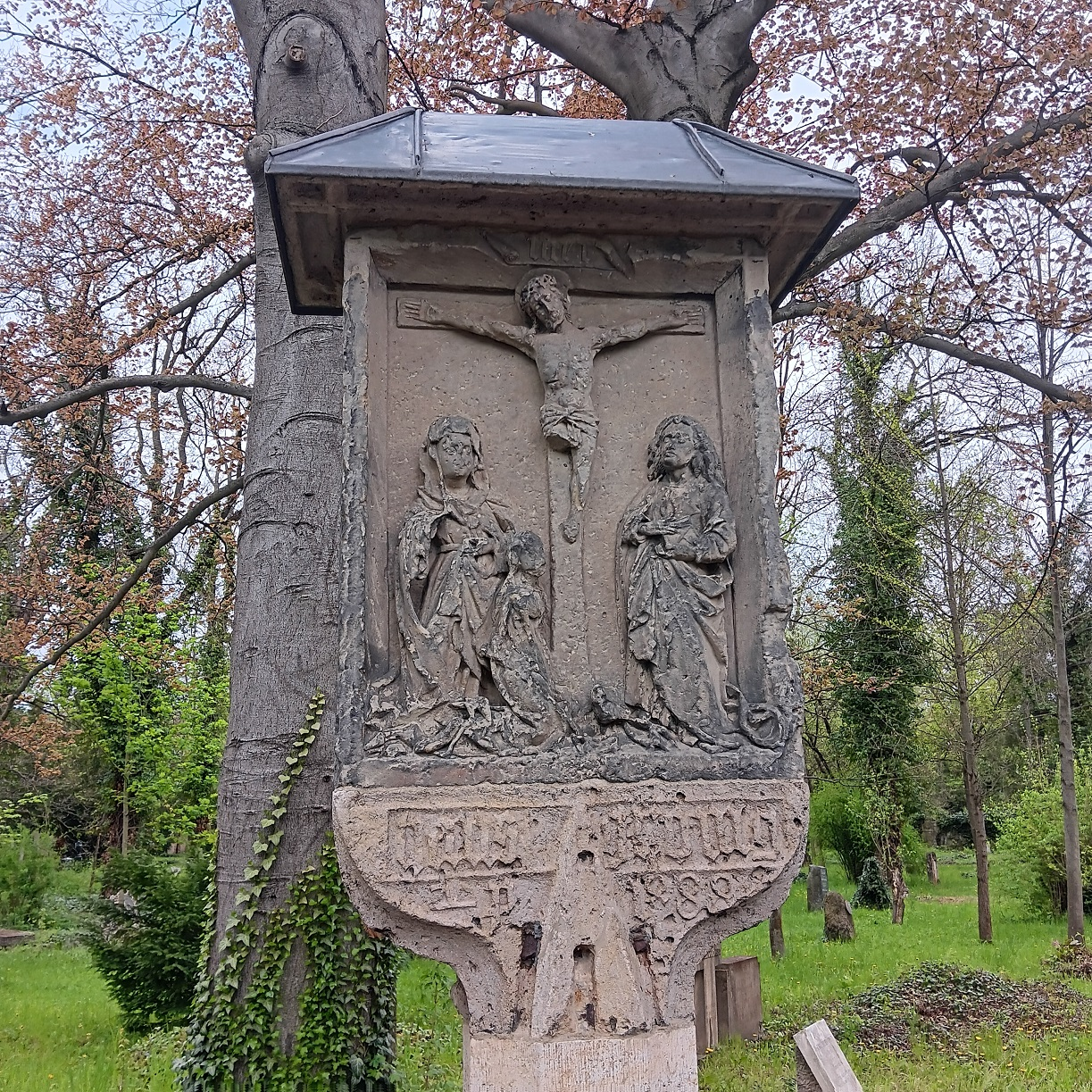
12. Kreuzwegstation auf dem Johannisfriedhof in Jena

Erkennbar ist sein Wirken vor allem am Steinmetzzeichen, das zwei gegenständige Winkelhaken über einer geraden Linie zeigt. Diese Zeichen sind besonders zahlreich zu finden in Jena: an der südlichen Außenwand des Turmes der Stadtkirche St. Michael etwa 140 cm über dem heutigen Straßenniveau (Bild 1), sowie an der Sakristeitür dieser Kirche, an der Südwestwand des Turmes der Wallfahrtskirche in Ziegenhain, an der Schillerkirche "Unserer lieben Frau", an beiden Seiten der Doppeltafel der Kreuzwegstationen 3 und 12 auf dem Johannisfriedhof aus dem Jahr 1484 (Bild 2, Steinmetzzeichen ist links unten, daneben der Buchstabe "P" für Meister Peter). Das gleiche Steinmetzzeichen ist erkennbar am unteren Teil der Südmauer an der Thomaskirche in Leipzig, an der Marienkirche zu Zwickau, an der Tür der Veitskirche und dem nahegelegenen Kloster Mildenfurth im heutigen Landkreis Greiz sowie den Kirchen in Beutnitz und Vierzehnheiligen bei Jena.
In den 1460er Jahren errichtete Heierliß das Langhaus der Wallfahrtskirche in Ziegenhain bei Jena (heute eingemeindet). In den 1470er und 1480er Jahren leitete er den zweiten, westlichen Bauabschnitt der Jenaer Stadtkirche St. Michael. Heierliß war auch Baumeister an der Schillerkirche "Unserer lieben Frau" in Jena. Ferner war er tätig im Dienste der sächsischen Landesherren und des Jenaer Stadtrates beispielsweise für die Stadtmauer, ein Stadttor, das Schloss und die Brücke bei Burgau.  Von 1505 bis 1507 leitete er den Langhausbau der Marienkirche zu Zwickau als die Krönung seines künstlerischen Schaffens.
Charakteristisch für Heierliß sind die durch Arnold von Westfalen in Sachsen eingeführten Vorhangbogenfenster und die Kielbogenportale. Er gilt als Erfinder der Steinnetz- und Rippenzellengewölbe.